# Coulouvray-Boisbenâtre
Coulouvray-Boisbenâtre és un municipi francès situat al departament de la Manche i a la regió de Normandia. L'any 2007 tenia 574 habitants.

## Demografia

### Població
El 2007 la població de fet de Coulouvray-Boisbenâtre era de 574 persones. Hi havia 241 famílies de les quals 70 eren unipersonals (25 homes vivint sols i 45 dones vivint soles), 98 parelles sense fills, 65 parelles amb fills i 8 famílies monoparentals amb fills.
La població ha evolucionat segons el següent gràfic:
Habitants censats

### Habitatges
El 2007 hi havia 365 habitatges, 246 eren l'habitatge principal de la família, 62 eren segones residències i 58 estaven desocupats. 357 eren cases i 8 eren apartaments. Dels 246 habitatges principals, 173 estaven ocupats pels seus propietaris, 69 estaven llogats i ocupats pels llogaters i 4 estaven cedits a títol gratuït; 3 tenien una cambra, 24 en tenien dues, 47 en tenien tres, 84 en tenien quatre i 88 en tenien cinc o més. 231 habitatges disposaven pel capbaix d'una plaça de pàrquing. A 113 habitatges hi havia un automòbil i a 91 n'hi havia dos o més.

### Piràmide de població
La piràmide de població per edats i sexe el 2009 era:
| Homes | Edats   | Dones |
| ----- | ------- | ----- |
| 0     | 95 o +  | 0     |
| 0     | 90 a 94 | 0     |
| 4     | 85 a 89 | 8     |
| 8     | 80 a 84 | 12    |
| 16    | 75 a 79 | 24    |
| 16    | 70 a 74 | 24    |
| 32    | 65 a 69 | 20    |
| 28    | 60 a 64 | 16    |
| 8     | 55 a 59 | 28    |
| 16    | 50 a 54 | 4     |
| 28    | 45 a 49 | 20    |
| 12    | 40 a 44 | 16    |
| 8     | 35 a 39 | 8     |
| 16    | 30 a 34 | 16    |
| 20    | 25 a 29 | 8     |
| 20    | 20 a 24 | 8     |
| 20    | 15 a 19 | 24    |
| 4     | 10 a 14 | 4     |
| 24    | 5 a 9   | 8     |
| 4     | 0 a 4   | 20    |

## Economia
El 2007 la població en edat de treballar era de 310 persones, 220 eren actives i 90 eren inactives. De les 220 persones actives 207 estaven ocupades (116 homes i 91 dones) i 13 estaven aturades (4 homes i 9 dones). De les 90 persones inactives 32 estaven jubilades, 25 estaven estudiant i 33 estaven classificades com a «altres inactius».

### Ingressos
El 2009 a Coulouvray-Boisbenâtre hi havia 222 unitats fiscals que integraven 485 persones, la mediana anual d'ingressos fiscals per persona era de 12.570 €.

### Activitats econòmiques
Dels 22 establiments que hi havia el 2007, 1 era d'una empresa alimentària, 5 d'empreses de fabricació d'altres productes industrials, 6 d'empreses de construcció, 2 d'empreses de comerç i reparació d'automòbils, 2 d'empreses d'hostatgeria i restauració, 3 d'empreses immobiliàries, 1 d'una empresa de serveis i 2 d'empreses classificades com a «altres activitats de serveis».
Dels 9 establiments de servei als particulars que hi havia el 2009, 1 era una funerària, 3 paletes, 2 lampisteries, 1 perruqueria i 2 restaurants.
Dels 3 establiments comercials que hi havia el 2009, 1 era una botiga de més de 120 m², 1 una botiga de menys de 120 m² i 1 una fleca.
L'any 2000 a Coulouvray-Boisbenâtre hi havia 75 explotacions agrícoles que ocupaven un total de 1.189 hectàrees.

## Equipaments sanitaris i escolars
El 2009 hi havia una escola elemental.

## Poblacions més properes
El següent diagrama mostra les poblacions més properes.